# Пестовы
Пестовы — дворянские роды.
В Гербовник внесены две фамилии Пестовых:
1. Потомство Дмитрия Фёдоровича Пестова, записанного в «тысячной» книге лучших дворян и детей боярских (1551). Род внесён в VI часть родословной книги Курской губернии (Гербовник, VII, 23).
2. Потомки Дмитрия Наумовича, жалованные поместными окладами в 1618 году. Род внесён в VI и II части родословной книги губерний Костромской, Тульской, Московской[1], Полтавской, Херсонской и Ярославской (Гербовник, X, 36).

При подаче документов (1686) для внесения рода в Бархатную книгу, была предоставлена родословная роспись Пестовых.

## Описание гербов

#### Герб. Часть VII. № 23.
Герб потомства Дмитрия Фёдоровича Пестова: щит разделен тремя чертами, из коих первые две означены с верхних углов к середине, а третья перпендикулярно к подошве щита. В верхней части, в голубом поле, крестообразно положены две золотые сабли, острием вверх (изм. польский герб Пелец). В правом серебряном и левом красном поле, находится крепость, с тремя на ней башнями переменных с полями цветов (польский герб Гржимала).
Щит увенчан дворянскими шлемом и короною. Намёт на щите красный, подложенный золотом. Герб рода Пестовых внесён в Часть 7 Общего гербовника дворянских родов Всероссийской империи, стр. 23 Архивная копия от 4 марта 2016 на Wayback Machine.

#### Герб. Часть X. № 36.
Герб потомства Дмитрия Наумовича Пестова: щит разделён на четыре части, из которых в первой части, в голубом поле, изображен золотой полумесяц, рогами вверх обращенный. Во второй части, в серебряном поле, находится лев, стоящий на задних лапах и держащий в правой передней лапе меч. В третьей части, в золотом поле, положены крестообразно стрела и секира, остроконечиями вверх. В четвёртой части, в красном поле, серебряная крепость. Щит увенчан дворянским шлемом и короной с тремя страусовыми перьями. Намёт на щите голубой и золотой, подложенный золотом и красным. Щитодержатели: с правой стороны воин в серебряных латах, а с левой стороны гриф.

## Известные представители
- Пестов Григорий Петрович — коломенский городовой дворянин (1627—1629).
- Пестов Василий Иванович — московский дворянин (1636).
- Пестов Леонтий Фёдорович — воевода в Лебедяни (1655).
- Пестов Михаил Васильевич — московский дворянин (1658—1668).
- Пестов Александр Наумович — стряпчий (1658).
- Пестов Абрам Леонтьевич — воевода в Крапивне (1678), в Лебедяни (1678—1681).
- Пестовы: Фёдор Степанович, Сергей Фёдорович, Алексей Абрамович — стряпчие (1692).
- Пестовы: Матвей Иванович, Кирилл Наумович, Иван Михайлович — московские дворяне (1676—1692).
- Пестовы: Максим Кириллович, Кирилл и Иван Абрамовичи, Иван Иванович, Василий Степанович, Гавриил Матвеевич, Борис и Андрей Михайловичи — стольники (1679—1692)[4][5][6].